# 廣恵寺
廣恵寺（こうえじ）は、岐阜県中津川市福岡植苗木の城ケ根山にかつて存在した臨済宗妙心寺派の寺院。山号は智源山。

## 歴史
後に苗木遠山氏に繋がる福岡遠山氏の菩提寺であったと言われ、現在は寺址と宝篋印塔が数基残っている。
多治見市の虎渓山永保寺を開山した夢窓疎石が諸国行脚の途中で、この地に至った際に唐の廣恵寺に似た霊場ということで、弟子の枯木紹栄(枯木要影)が、観音像を受けて開山した。
感応元年（1350年）10月17日に遠山景信が開基し、夢窓疎石の弟子枯木紹栄が開山し入寺したと伝わる。
永禄12年（1569年）6月に廣恵寺からの求めに応じて苗木城主の遠山直廉が禁制を下した。その内容は以下のとおりである。
つまり、永禄12年（1569年）6月の時点では、未だ廣恵寺が存在していたことは間違いない。
天正2年（1574年）に、武田勝頼による遠山領侵攻の際に、神社と寺院が悉く焼討されているので、その際に滅亡した可能性が高いと考えられる。
なお江戸時代初期まで続いていたが後継する住職が居らず自然に廃寺となったという言い伝えもあり、観音堂のみが残っていたとされる。
明治3年（1870年）の苗木藩の廃仏毀釈により観音堂も廃絶を余儀なくされたが、
明治16年（1883年）に地元有志により観音堂が再建されたが老朽化が顕著となり、
昭和60年（1985年）4月7日に取壊されたが、同年に再度再建されて現在に至っている。
現在、城ケ根山の山麓には、観音堂、石積み、礎石、古井戸、庭池、土塁や堀の跡の他に、宝篋印塔と五輪塔が残っている。
かつては近くに福岡遠山氏の広恵寺城が存在した。広恵寺城の城主館や武家屋敷もあったとされ、植苗木は中世の恵那郡北部の中心であった。

## 崇福山 片岡寺
福岡村の住民は、廣恵寺を檀那寺としていたが、江戸時代の初期に、光蔵主(廣蔵主)という僧が寂してから後継者が無く、寺が中絶したために、住民は、当時は浄土宗であった法界庵の貞友という僧に帰依して年月が経過していた。
そこで苗木雲林寺を中興した一秀玄廣と、苗木藩の家老であった棚橋八兵衛朝清が相談して、
苗木藩三代藩主の遠山友貞の母の壽昌院殿桂室珠芳大姉の七回忌に際して植苗木に小庵を結び、廣恵寺の後継寺院として建立することとし、
慶安3年（1650年）、入用金は苗木藩が寄進し、材木などは福岡村の住民が寄進して、正月下旬から建設を始めて、3月下旬に完成し、4月8日に周嶽玄豐が入寺して崇福山 片岡寺を開山した。